# Vuelo

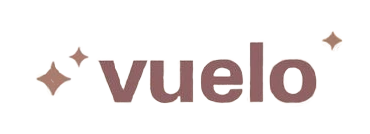
Logo disco vuelo

Vuelo é o primeiro álbum do grupo chileno Kudai. Para esse álbum foram registradas vendas de 300.000 cópias. Esse álbum não foi vendido no Brasil.

## Faixas
1. "Escapar" (Guz) — 4:44
2. "Sin Despertar" (Guz) — 3:16
3. "Ya Nada Queda" (Guz) — 3:41
4. "No Quiero Regresar" (Guz, Juan José Arranguiz) — 3:08
5. "Más" (Guz) — 3:18
6. "Que Aquí Que Allá" (Guz) — 3:43
7. "Quiero" (Guz) — 3:25
8. "Lejos De La Ciudad" (Guz, Dr. Alfa) — 4:03
9. "Vuelo" (Guz, Dr. Alfa, Mai) — 3:07
10. "Dulce Y Violento" (Guz) — 3:25
11. "Sin Despertar (Versión Acústica)" (Guz) — 3:51
12. "Escapar (Versión Acústica)" (Guz) — 2:57
13. "Algo De Más" (Guz) — 3:12